# Ignacy Alejski

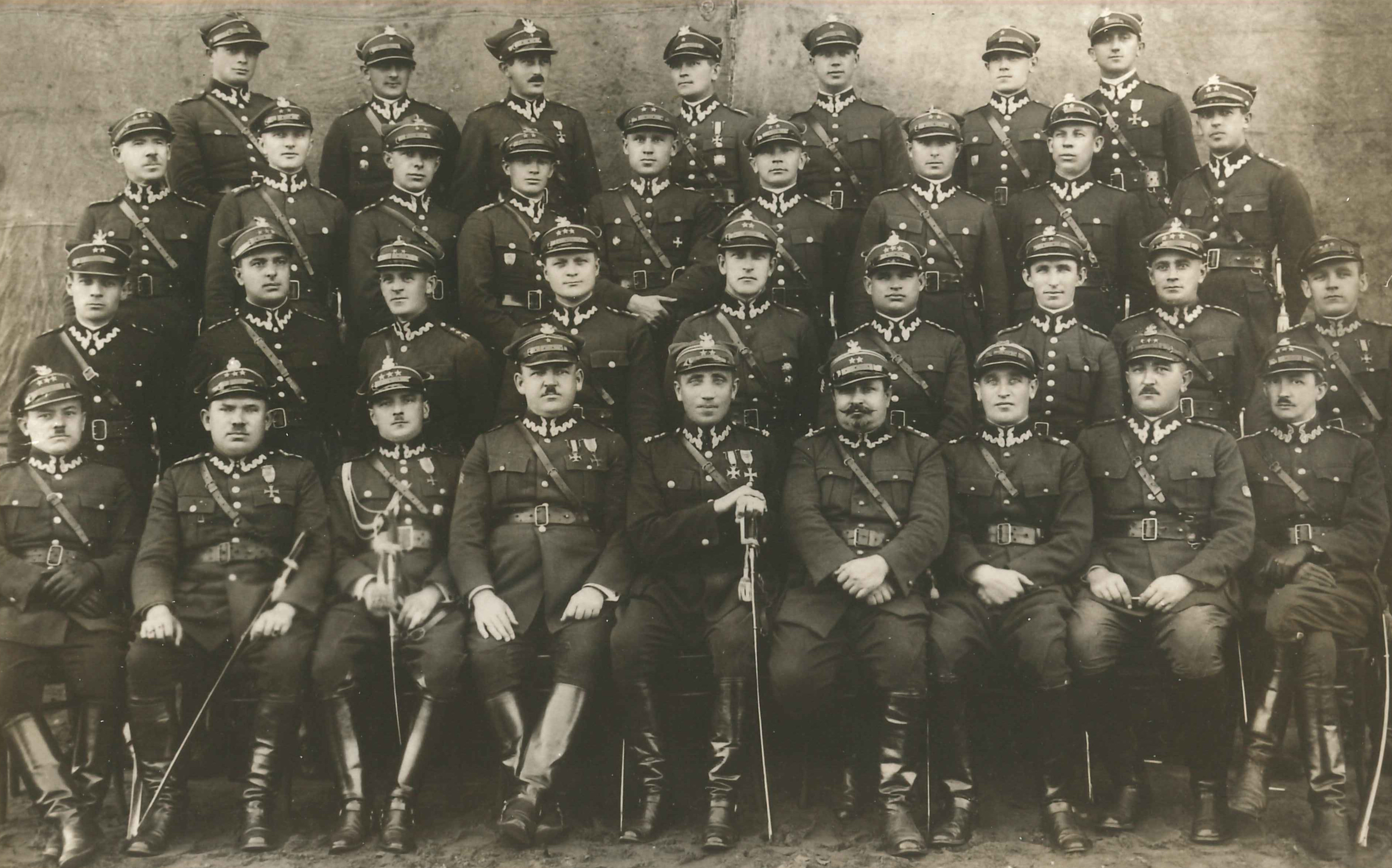
Kadra oficerska 14 pułku piechoty w II połowie 1928 roku. Od prawej siedzą (I rząd od dołu): kpt. Stanisław Pietrzyk, kpt. Emil Zawisza, mjr Julian Czubryt, ppłk lek. Ewaryst Wąsowski, ppłk Ignacy Misiąg, mjr Mikołaj Świderski, kpt. Stanisław Trojan, kpt. Ludwik Wlazełko i kpt. Józef Tkaczyk. Od lewej stoją (II rząd od dołu): por. NN, kpt. Marian Matera, por. Antoni Bogucki, kpt. Jan Wilczak, por. lek. Zygmunt Pukianiec, kpt. Mieczysław Sanak, por. Józef Rodzeń, kpt. Jan Kowalczuk i kpt. Ignacy Alejski.

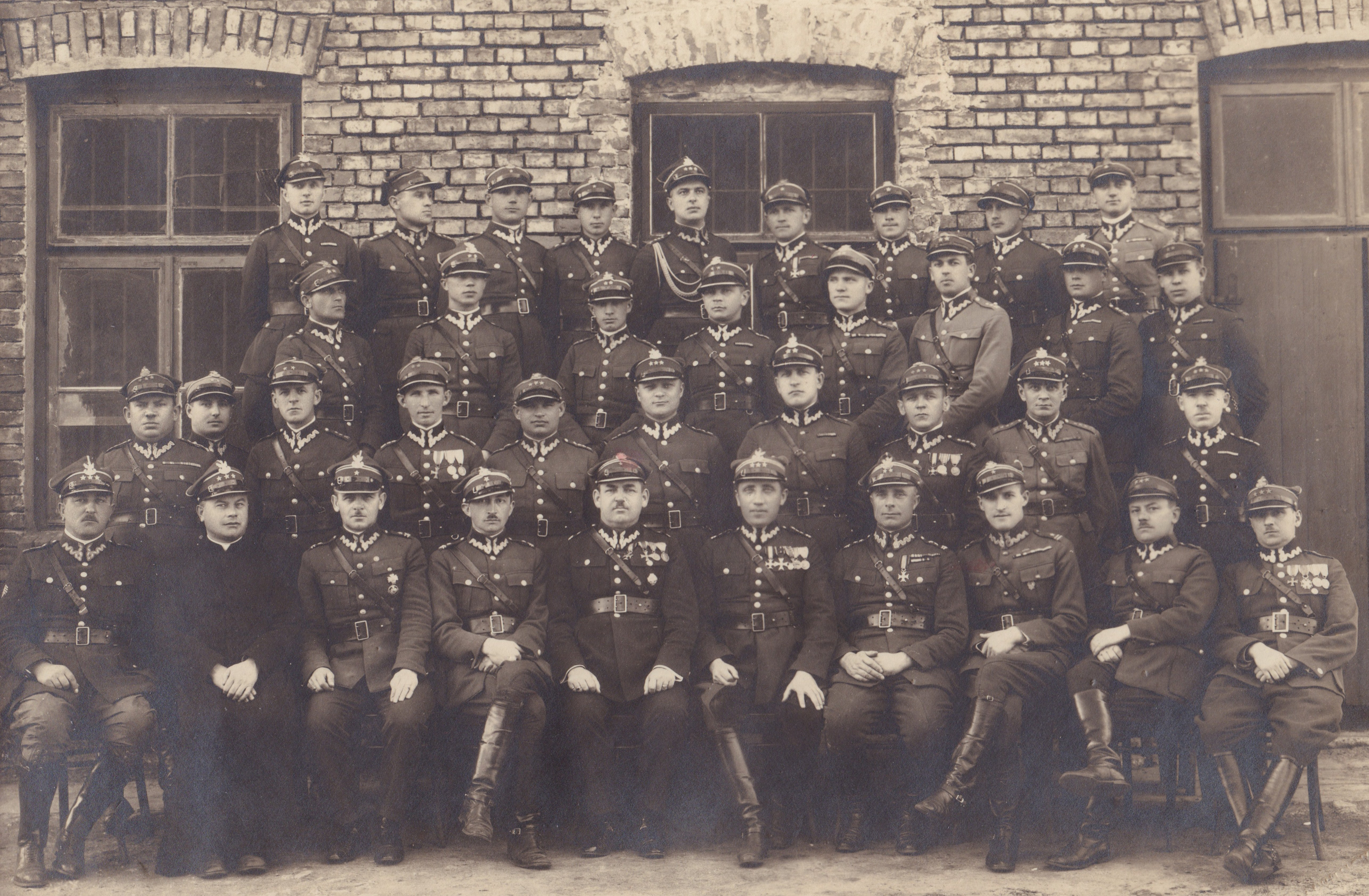
Korpus oficerski 14 pp w I kwartale 1930. W I rzędzie siedzą od lewej: kpt. Emil Zawisza, ks. kpt. Antoni Kosiba, mjr Aleksander Zabłocki, mjr Stanisław Pietrzyk, mjr Mikołaj Świderski, płk Ignacy Misiąg, ppłk Franciszek Sudoł, mjr Aleksander Fiszer, kpt. Józef Tkaczyk i kpt. Stanisław Trojan. W II rzędzie od dołu jako trzeci z prawej stoi kpt. Ignacy Alejski.

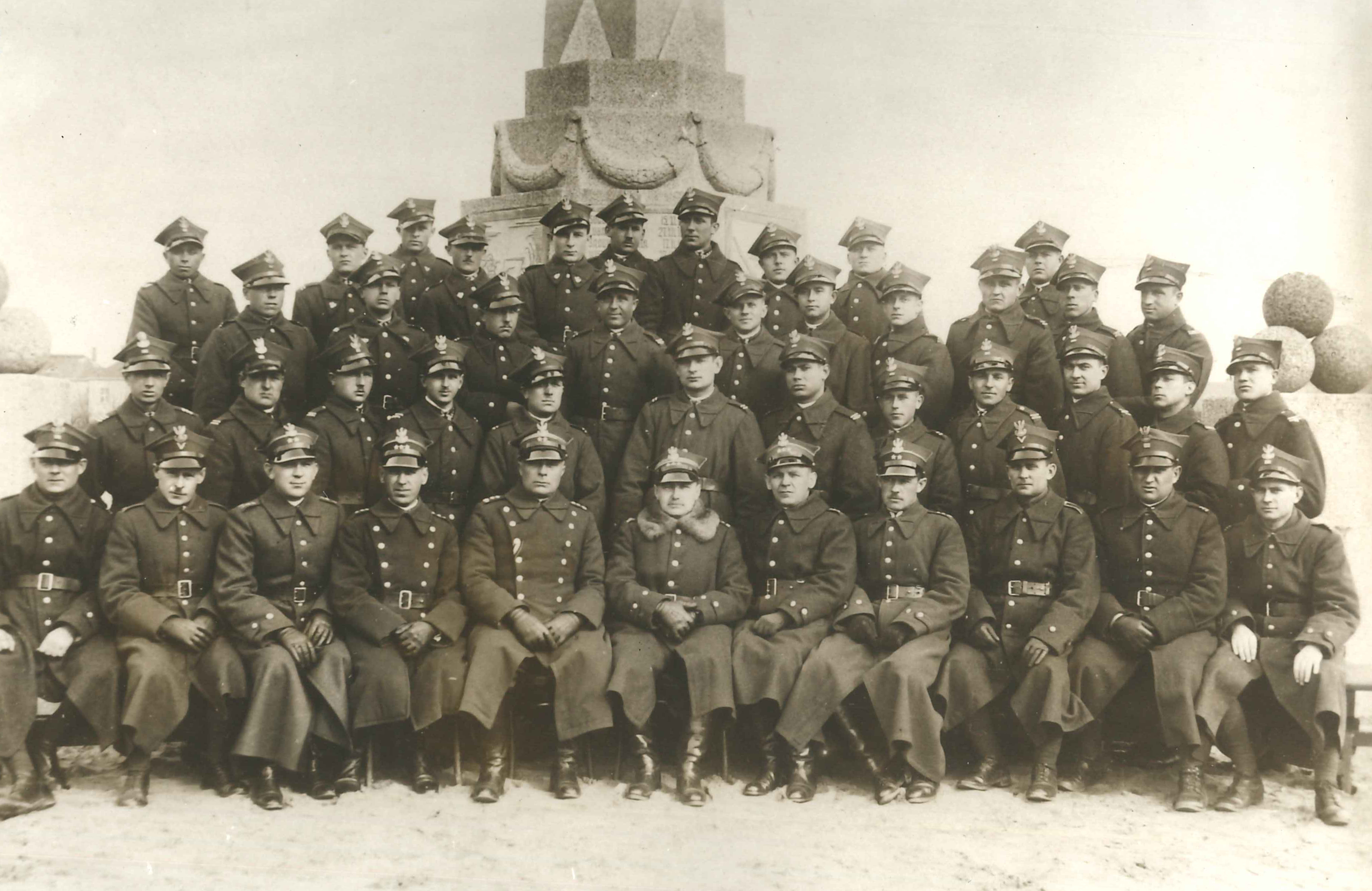
Oficerowie i żołnierze 14 pp (lata 1936-1937). Siedzą od prawej: 4 - por. Lucjan Smolarczyk, 5 - kpt. Ignacy Alejski, 7 - ppłk Franciszek Sudoł, 8 - kpt. Antoni Berger, 9 - por. Mieczysław Kłosiński.

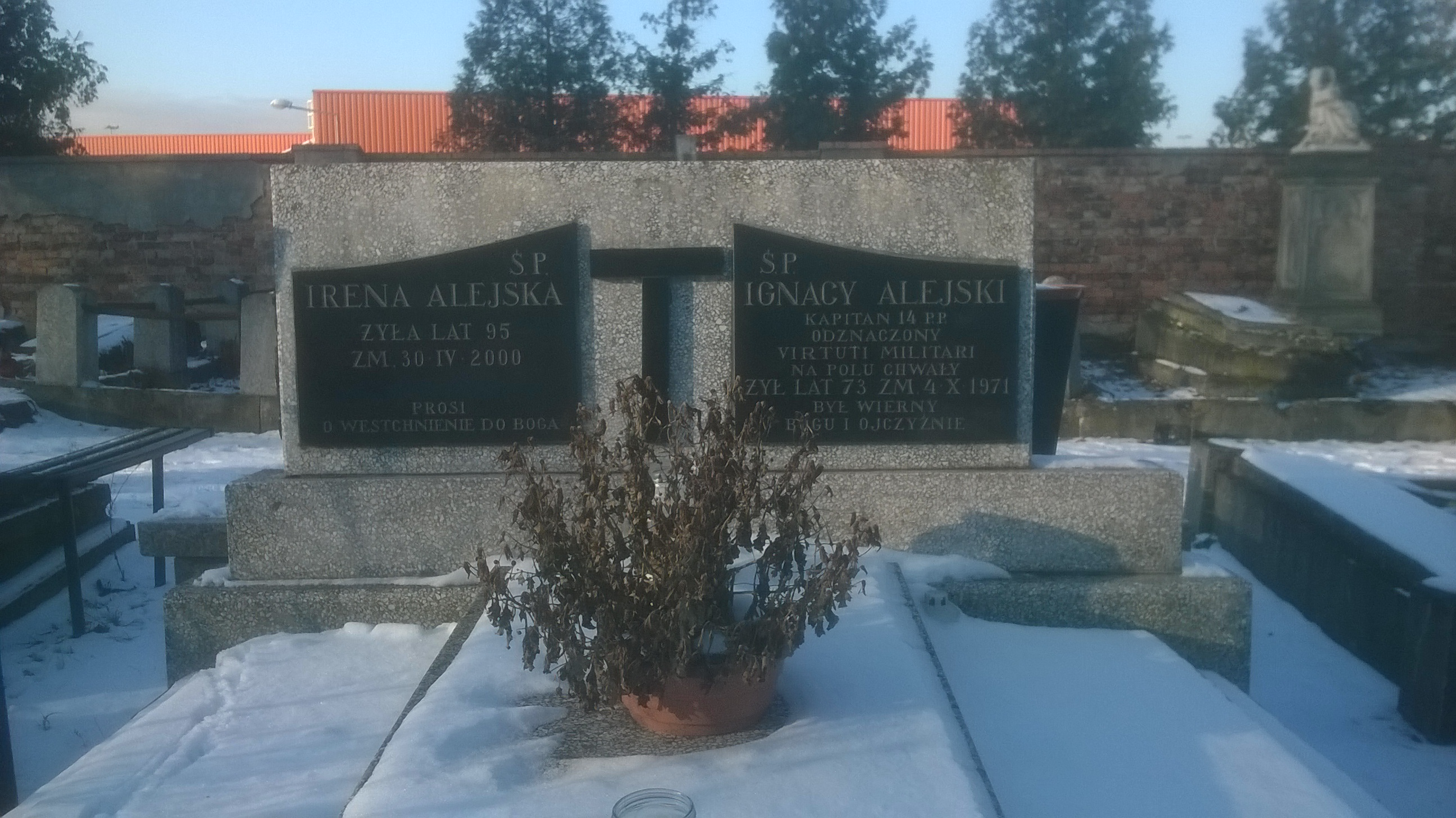
Grób kpt. Ignacego Alejskiego na Cmentarzu Komunalnym we Włocławku.

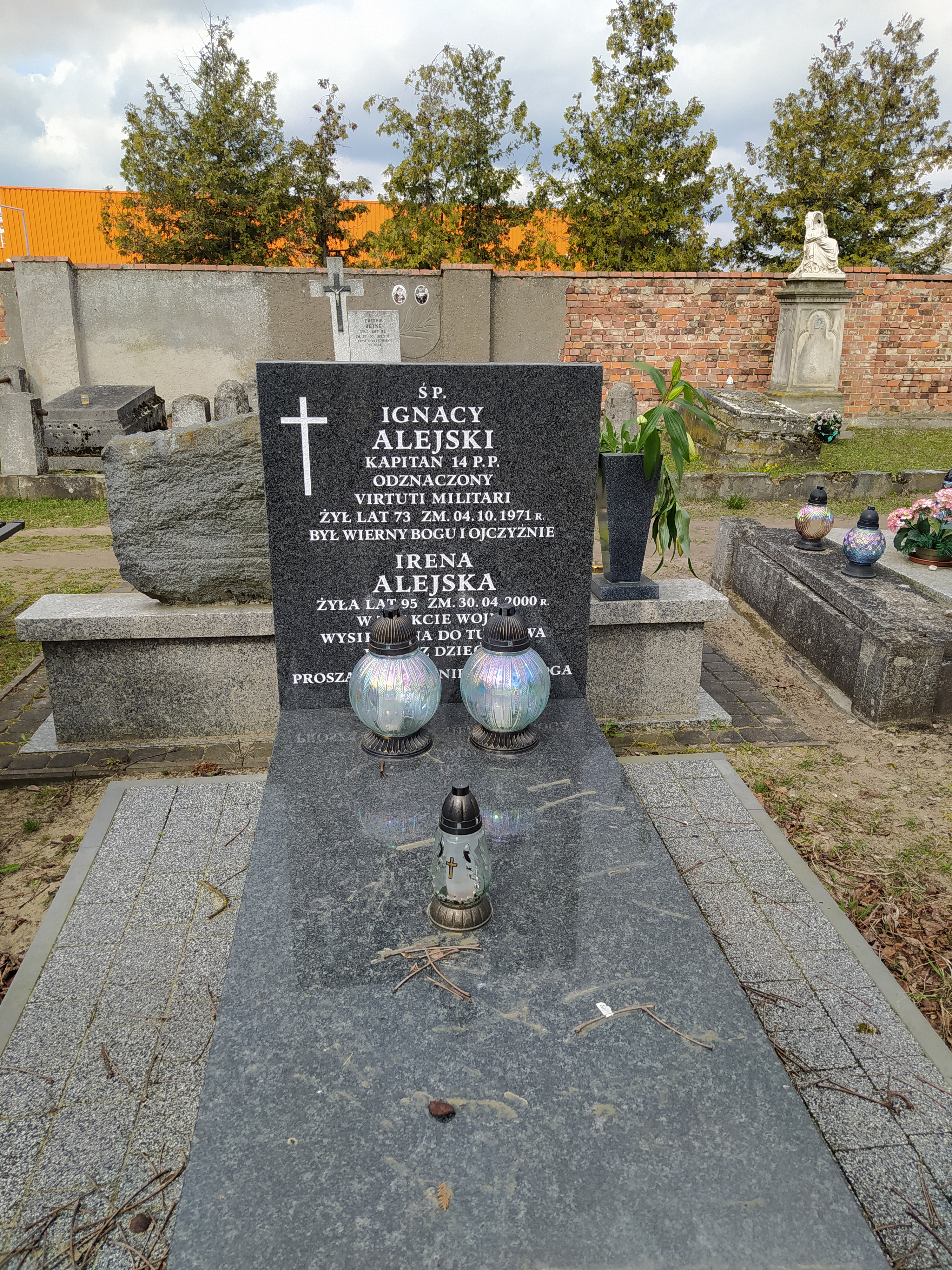
Nowa płyta nagrobna kpt. Ignacego Alejskiego.

Ignacy Alejski (ur. 26 lipca 1898 w Opalenicy, powiat grodziski, zm. 4 października 1971 we Włocławku) – kapitan piechoty Wojska Polskiego, kawaler Krzyża Srebrnego Orderu Wojskowego Virtuti Militari.

## Życiorys
Syn Ludwika i Zofii z Lahmannów. Urodzony w Opalenicy, w dawnym powiecie grodziskim (obecnie powiat nowotomyski). W roku 1904 rozpoczął naukę w szkole powszechnej w Opalenicy, którą ukończył w 1911. Następnie kształcił się w seminarium nauczycielskim w Wolsztynie, gdzie w 1916 złożył egzamin dojrzałości. W dniu 14 listopada 1916 został wcielony jako podoficer do armii niemieckiej i przydzielony do 5 pułku artylerii ciężkiej w Poznaniu. Wziął udział w walkach I wojny światowej. Na początku 1917 został skierowany na front rumuński, a następnie przerzucony na front francuski, na którym przebywał do końca działań wojennych. W dniu 24 grudnia 1918 uciekł z armii niemieckiej i przyłączył się (27 grudnia tr.) jako ochotnik do powstańców wielkopolskich.
Na mocy dekretu L. 1826 wydanego w dniu 14 stycznia 1920 przez Naczelnego Wodza – marszałka Józefa Piłsudskiego, Ignacy Alejski został mianowany w rezerwie podporucznikiem piechoty, z powołaniem do czynnej służby na czas mobilizacji. Pozostawał wówczas żołnierzem 1 pułku Strzelców Wielkopolskich. Rozkazem Ministra Spraw Wojskowych gen. por. Józefa Leśniewskiego został przeniesiony z 1 pułku Strzelców Wielkopolskich i otrzymał przydział służbowy do 155 pułku piechoty Wielkopolskiej. 
W maju 1920 wyruszył z tym pułkiem na front północny wojny polsko-bolszewickiej. W szeregach 155 pułku piechoty Wielkopolskiej (przemianowanego następnie na 73 pułk piechoty), wchodzącego w skład 10 Dywizji Piechoty, odznaczył się podczas ofensywy na froncie północnym i walk nad Dzisną. W dniu 12 czerwca 1920 podczas starć nad jeziorem Szadje, dowodząc kompanią, śmiałym atakiem zdobył silnie bronione pozycje nieprzyjacielskie (atakowane bezskutecznie od dwóch dni przez III batalion 30 pułku piechoty), a w ręce jego oddziału wpadło 6 karabinów maszynowych. Z kolei w dniu 4 lipca 1920 podczas odwrotu znad rzeki Dzisny, po rozbiciu jednej z kompanii III batalionu 155 pp Wielkopolskiej i zranieniu dowódcy tegoż batalionu, podporucznik Alejski pozostał jedynym zdolnym do walki oficerem w całym batalionie. Pozbierał jego resztki, objął nad nimi komendę i kilkukrotnie przebijał się przez otaczające siły nieprzyjacielskie, doprowadzając batalion do reszty pułku i ratując przy tym prawie cały tabor. W trakcie bitwy warszawskiej odznaczył się w natarciu na Serock (17 sierpnia 1920), kiedy to na czele 9 kompanii 155 pp jako pierwszy dotarł do miasta. 6 grudnia 1922 za te czyny odznaczony został orderem wojskowym „Virtuti Militari" V kl.. 
Na dzień 1 czerwca 1921 pełnił służbę w 73 pułku piechoty, będąc w randze podporucznika. Dekretem Naczelnika Państwa i Wodza Naczelnego z dnia 3 maja 1922 (dekret L. 19400/O.V.) został zweryfikowany w stopniu porucznika ze starszeństwem z dniem 1 czerwca 1919 i 2019. lokatą w korpusie oficerów piechoty. Do połowy lat 20. XX wieku służył w katowickim 73 pułku piechoty, zajmując w 1923 – 1800. lokatę wśród poruczników, a w 1924 – 896. lokatę pośród poruczników korpusu piechoty. 
W dniu 28 grudnia 1925 ogłoszono przeniesienie por. Ignacego Alejskiego (w korpusie oficerów piechoty, bez prawa do należności za przesiedlenie) z 73 pp do 14 pułku piechoty z Włocławka. We włocławskim pułku służył na różnych stanowiskach do czasu wybuchu II wojny światowej oraz podczas kampanii wrześniowej. W pułku tym zajmował między innymi stanowiska: oficera ewidencyjnego, oficera mobilizacyjnego, dowódcy kompanii, oficera administracyjno-materiałowego i kwatermistrza.
W sporządzonym na przełomie 1926 i 1927 przez Szefa Departamentu Piechoty Ministerstwa Spraw Wojskowych płk. szt. gen. Józefa Zamorskiego „Wykazie imiennym poruczników i kapitanów – dowódców kompanii i baonów na froncie” – zaliczono por. Alejskiemu 8-miesięczny okres dowodzenia kompanią (czas dowodzenia oddziałami bojowymi na froncie obliczano od dnia 1 czerwca 1919 do dnia 1 marca 1921).
Zarządzeniem Prezydenta Rzeczypospolitej Ignacego Mościckiego z dnia 19 marca 1928 został awansowany do rangi kapitana, ze starszeństwem z dniem 1 stycznia 1928 i 120. lokatą wśród oficerów piechoty. W 1930 zajmował 1623. lokatę łączną na liście starszeństwa kapitanów piechoty (była to 111. lokata w starszeństwie), w 1932 – 100. lokatę w starszeństwie, a na dzień 1 lipca 1933 – 1252. lokatę łączną wśród kapitanów korpusu piechoty (jednocześnie była to 94. lokata w starszeństwie). Na dzień 5 czerwca 1935 kpt. Ignacy Alejski zajmował 1036. lokatę wśród wszystkich kapitanów korpusu piechoty (była to 79. lokata w swoim starszeństwie). Za zasługi w służbie wojskowej odznaczony został przez Prezesa Rady Ministrów Srebrnym Krzyżem Zasługi (co ogłoszono w dniu 11 listopada 1937). Na lata 1938–1940 wyznaczany był do Kapituły „Pierścienia Pamiątkowego Korpusu Oficerskiego 14 pułku piechoty”. W październiku 1938 roku wziął udział w operacji zaolziańskiej – jako kwatermistrz zbiorczego pułku wystawionego przez 4 Dywizję Piechoty. Na dzień 23 marca 1939 piastował stanowisko oficera administracyjno-materiałowego 14 pułku piechoty. Zajmował wówczas 20. lokatę pośród kapitanów korpusu piechoty w swoim starszeństwie.
Podczas służby we włocławskim pułku działał w Polskim Czerwonym Krzyżu, Polskim Białym Krzyżu oraz wojskowo-cywilnym klubie sportowym „Cuiavia”.  
Z chwilą ogłoszenia mobilizacji objął funkcję kwatermistrza 14 pułku piechoty, lecz z dniem 2 września odszedł do kadry pułku. Ewakuował rodziny wojskowych w kierunku Rzeszowa. Dostał się do niemieckiej niewoli, którą spędził początkowo w oflagu XI B Braunschweig, a następnie w oflagu II C Woldenberg. 
Po II wojnie światowej mieszkał we Włocławku, gdzie zmarł w 1971 roku. Pochowany został razem z żoną Ireną na tamtejszym Cmentarzu Komunalnym (sektor: 1, rząd: 3, grób: 189). 

## Rodzina
W dniu 12 czerwca 1928 roku zawarł we Włocławku (w kościele parafialnym św. Jana) związek małżeński z Ireną z domu Antczak (córką Jana i Stanisławy Piotrowskiej). W dniu 13 czerwca 1929 r. narodził się im we Włocławku syn Antoni Ignacy Włodzimierz (zmarł 21 kwietnia 2016 r. i spoczywa na Cmentarzu Centralnym w Szczecinie). Również we Włocławku, w dniu 6 września 1933 r., na świat przyszedł drugi syn - Mateusz Ludwik (zmarł 17 lipca 2012 r. w Sosnowcu i spoczywa na tamtejszym cmentarzu Parafii Katedralnej Wniebowzięcia NMP). Jego bratem był Walenty Alejski (ur. 5 lutego 1892, zm. 21 sierpnia 1965) - uczestnik I wojny światowej i powstania wielkopolskiego, spoczywający na poznańskim cmentarzu Junikowo.

## Ordery i odznaczenia
- Krzyż Srebrny Orderu Wojskowego Virtuti Militari[35] nr 5978 – 6 grudnia 1922[9]
- Medal Niepodległości (20 grudnia 1932)[36]
- Srebrny Krzyż Zasługi (1937)[28][30]
- Medal Pamiątkowy za Wojnę 1918–1921[37]
- Medal Dziesięciolecia Odzyskanej Niepodległości[37]